# Erlanger Wingolf
Der Erlanger Wingolf  ist eine christliche, farbentragende, nichtschlagende Studentenverbindung in Erlangen. Die Farben des Erlanger Wingolf sind schwarz-weiß-gold, als offizielles Gründungsdatum gilt der 29. November 1850. Der Erlanger Wingolf ist Mitglied des Wingolfsbundes. Die Mitglieder des Wingolf werden Wingolfiten genannt.

## Geschichte
Bereits in den 1830er Jahren trafen sich in Erlangen Studenten zu christlichen „Kränzchen“. Im Laufe der Jahre entstand unter ihnen der Wunsch, nach Vorbild anderer Verbindungen ein Pendant christlicher Prägung zu bilden. Im Jahr 1836 wurde die Verbindung Uttenruthia gegründet. Besondere historische Relevanz besteht insofern, als es sich um die erste christlich ausgelegte, nichtschlagende Verbindung Deutschlands handelte. Aus diesem Grund verzichtete man in Abgrenzung zu anderen Corporationen anfangs auf Embleme corporierten Studententums.

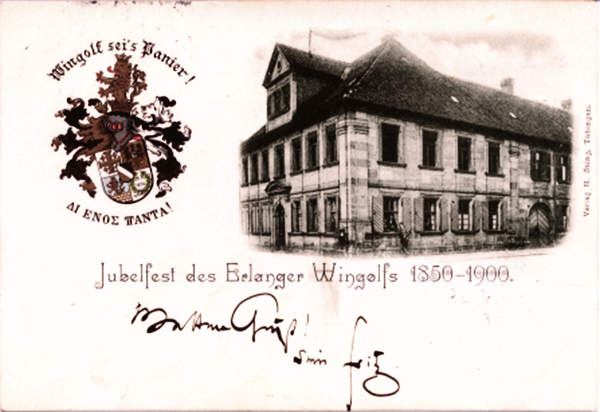
Couleurkarte des Erlanger Wingolf zum 50. Stiftungsfest 1900 (Haus des Erlanger Wingolf)

1844 und 1846 trafen sich die Erlanger mit anderen bereits existierenden Wingolfsverbindungen auf Konzilien in Schleiz (Schleizer-Konzil) und Blankenburg. Daraufhin entstand der Wunsch, in Erlangen ebenfalls einen Wingolf zu gründen. Es entstand eine „wingolfitische“ Richtung innerhalb der Uttenruthia, in der die Meinung vertreten wurde, Christsein sei Meinung der Verbindung. Aus dem Streit resultierend, ob die Uttenruthia eine Wingolfsverbindung sei, erklärten 13 Mitglieder den Austritt und gründeten auf Grund dieses Prinzipienstreits am 29. November 1850 um 13.30 Uhr den Erlanger Wingolf.
Dieser trägt weiterhin die seit 1848 geführten Farben der ersten christlichen Verbindung Deutschlands: schwarz-weiß-gold. Da die wingolfitische Strömung innerhalb der Uttenruthia die ursprüngliche, theologische Ausrichtung deutlicher vertrat, als der eher von christlicher Ethik geprägte nicht-wingolfitische Teil der Verbindung, vertritt der Erlanger Wingolf auf seine Weise die ursprünglichen Ideale und Werte erlanger christlicher Verbindungsstudenten.
Der Wingolfsbund wurde 1844 durch den Bonner Wingolf, den Hallenser Wingolf, den Berliner Wingolf und die Uttenruthia Erlangen gegründet. Nach der Spaltung der Uttenruthia 1850 trat der Erlanger Wingolf an die Stelle der Uttenruthia. Man einigte sich darauf, dass der Erlanger Wingolf die schwarze Mütze, die Uttenruthia jedoch das schwarz-gold-schwarze Band behalten und allein als Gründungsdatum das Jahr 1836 führen darf. Auf diese Weise ist der Erlanger Wingolf als geistiger Nachfolger der Uttenruthia im Wingolfsbund Mitbegründer des Wingolfsbundes, obwohl seine Gründung offiziell erst auf 1850 datiert wird.
Anfangs traf sich die Aktivitas des Erlanger Wingolf in wechselnden Kneipen; das heutige Wingolfshaus in der Friedrichstraße 24–26, als Palais Winkler v. Mohrenfels 1728 erbaut, wurde am 4. Januar 1892 erworben und ist seitdem Zentrum wingolfitischen Lebens in Erlangen.
Am 14. März 1920 wurde zur Verhinderung eine „Überschwappens der Münchner Räterevolution nach Franken“ ein 1919 von Erlanger Wingolf, Bubenruthia, Germania und Uttenruthia aufgestelltes Studentenbataillon unter Waffen gestellt, nachdem am Vortag in Berlin rechte Putschisten das Regierungsviertel besetzt hatten.
Der Erlanger Wingolf war mehrmals Vorort des Wingolfsbundes, zuletzt in den Jahren 2007 bis 2009.

## Heute

### Couleur, Wappen und Zirkel
Die Farben des Erlanger Wingolf sind schwarz-weiß-gold. Das Burschenband trägt diese Farben mit silberner Percussion und ist mit dem Fuxenband identisch. Das Hospitantenband hat die Farben schwarz-weiß mit goldener Percussion, das Konkneipantenband die Farben schwarz-weiß auf gold mit goldener Percussion.

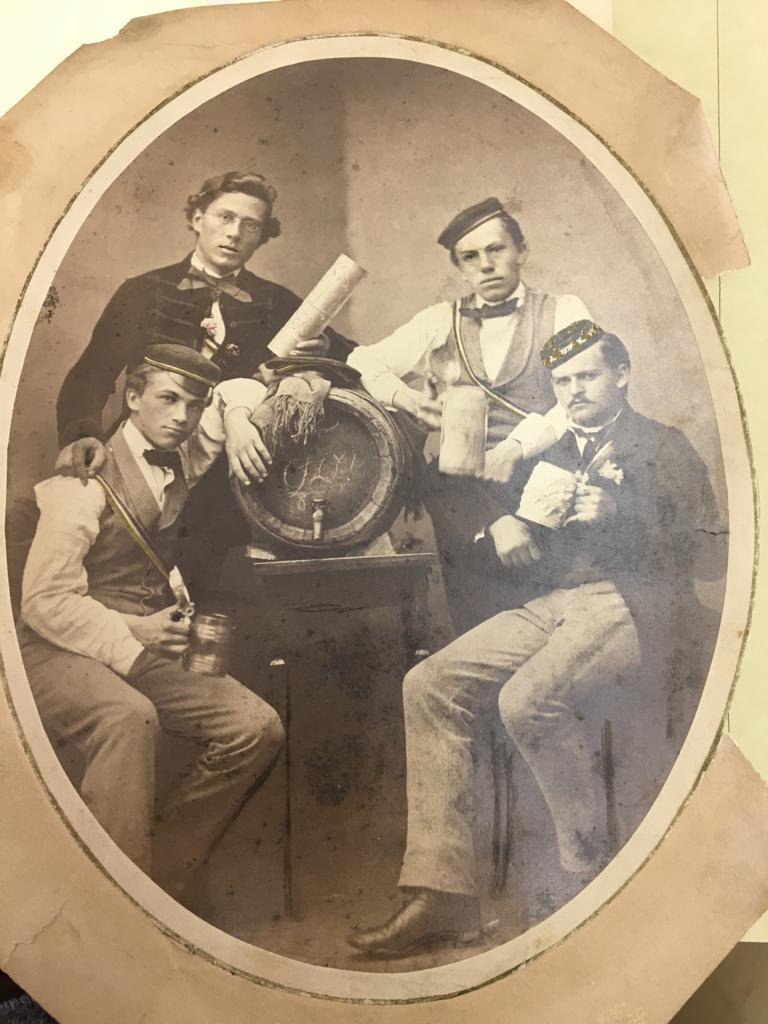
Erlanger Wingolfiten in den 1860er Jahren

Das Wappen des Erlanger Wingolf ist ein gevierter Schild mit folgendem Inhalt: rechts oben in Silber das Jerusalemkreuz, links oben in Gold ein rotbewehrter schwarzer Adler mit dem Wappen der Hohenzollern auf der Brust, rechts unten das Wappen der Stadt Erlangen (zweigeschwänzter, schreitender goldener Löwe hinter silberner Mauer auf Blau), links unten ein Lorbeerkranz um das Gründungsdatum auf Weiß. Im Zentrum des Wappens befindet sich das Mittelschild mit der Trikolore des Wingolfsbundes.
Der Zirkel des Erlanger Wingolf ist eine Verbindung der Anfangsbuchstaben E,W,v,c und f, die für „Erlanger Wingolf, vivat, crescat, floreat“ (lat. „er lebe, er wachse, er blühe“) stehen.

### Besonderheiten
Das Mäßigkeitsprinzip des Wingolf ist im korporierten Umfeld eine Besonderheit: These 1 der Satzung des Erlanger Wingolf legt unter anderem die Ablehnung übermäßigen Alkoholgenusses fest. Im Gegensatz zu anderen Studentenverbindungen wird im Erlanger Wingolf nicht systematisch bis zum Erbrechen und darüber hinaus getrunken und es besteht keine Notwendigkeit, Bier oder andere Formen von Alkohol zu konsumieren. Das Mäßigkeitsprinzip als explizite Regelung des Alkoholkonsums ist selbst innerhalb des Wingolfsbundes nicht einheitlich, in ähnlicher Form gilt es auch im Gießener Wingolf und den meisten Verbindungen mit alter Wingolfstradition (z. B. Bonner Wingolf; Berliner Wingolf und Hallenser Wingolf).

## Bekannte Mitglieder (Auswahl)

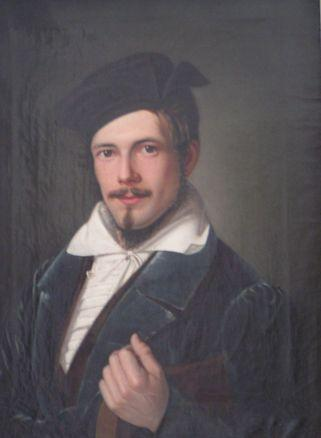
Viktor von Strauß und Torney (Ehrenmitglied)
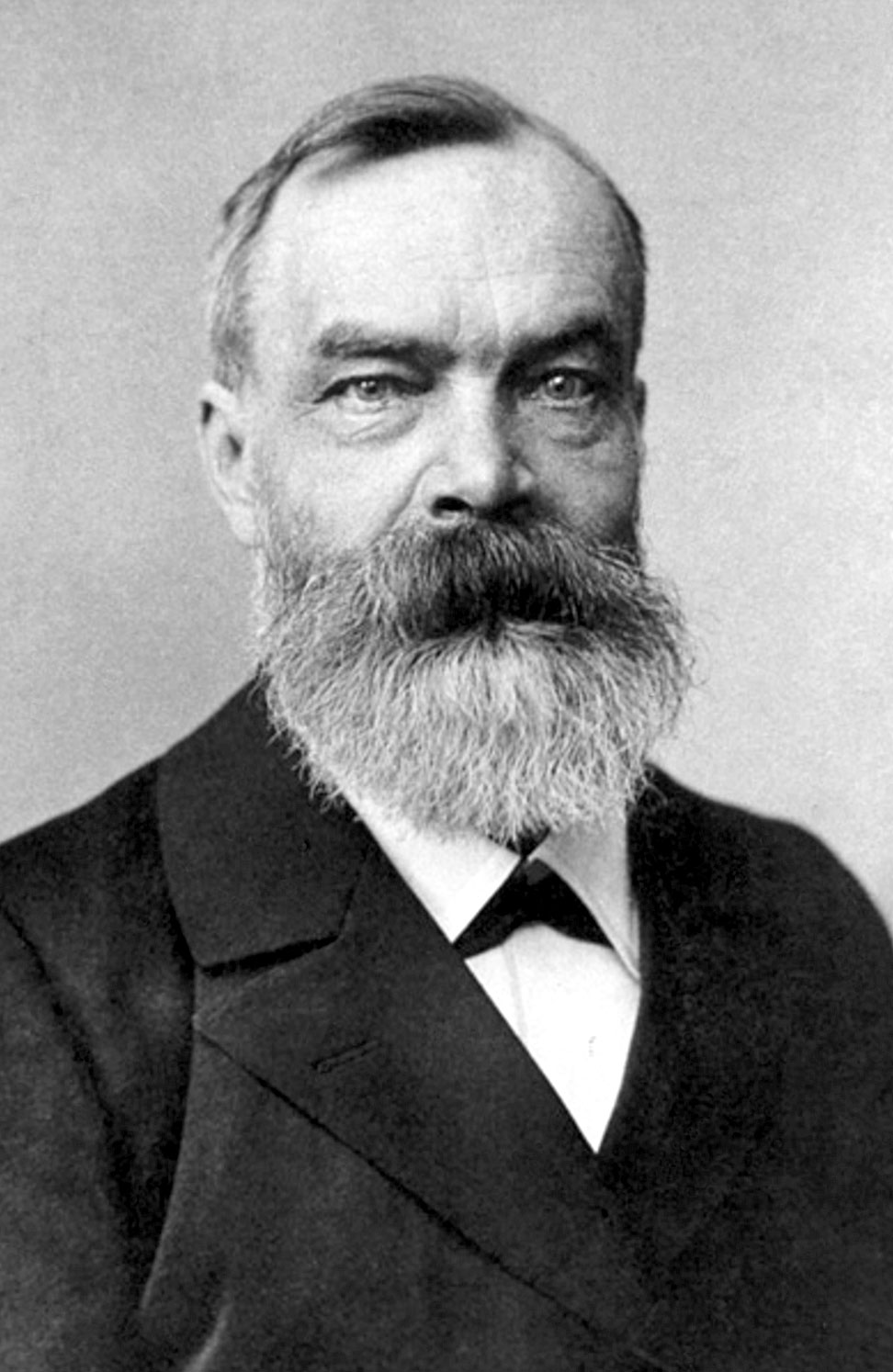
Theodor von der Goltz
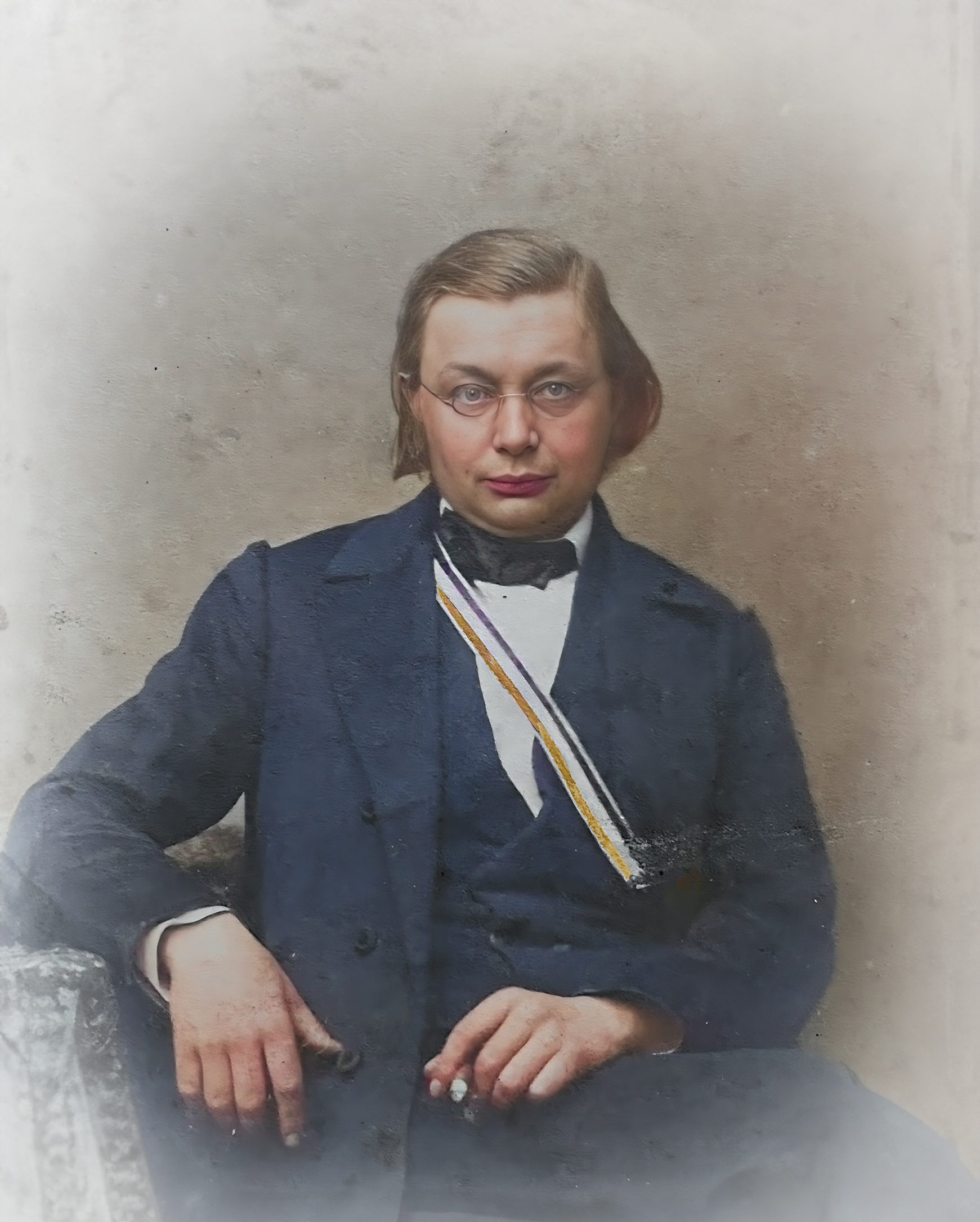
Gustav Reinwald
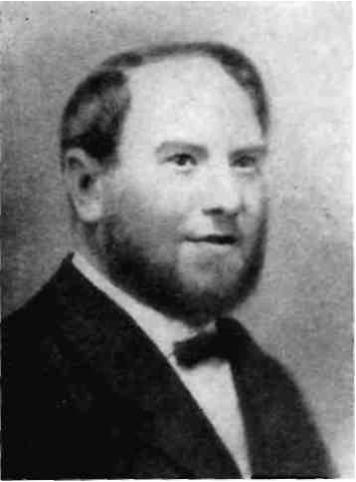
Hugo von Strauß und Torney
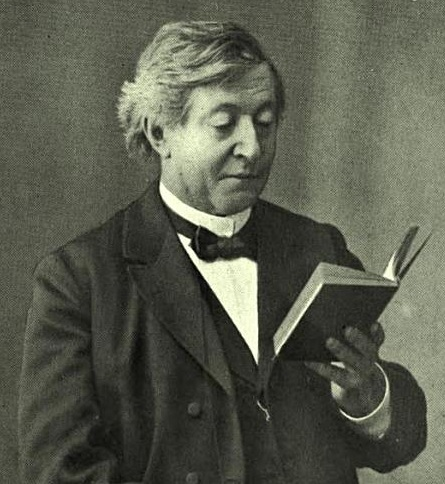
Theodor Zahn
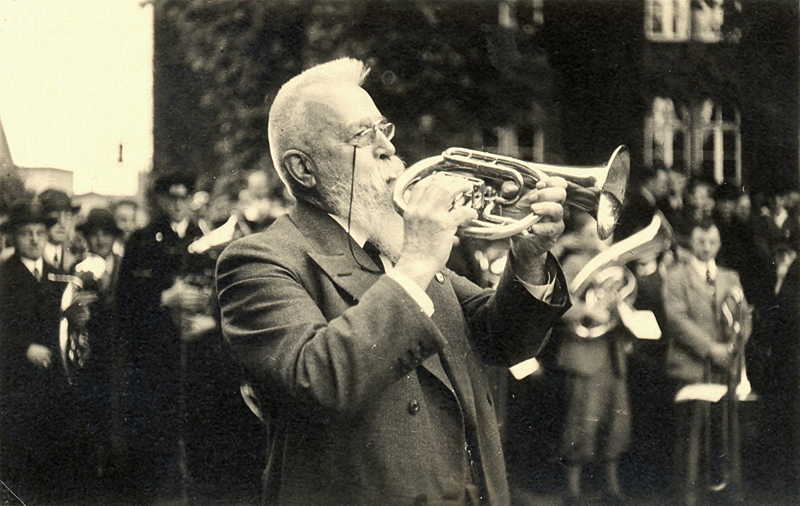
Johannes Kuhlo
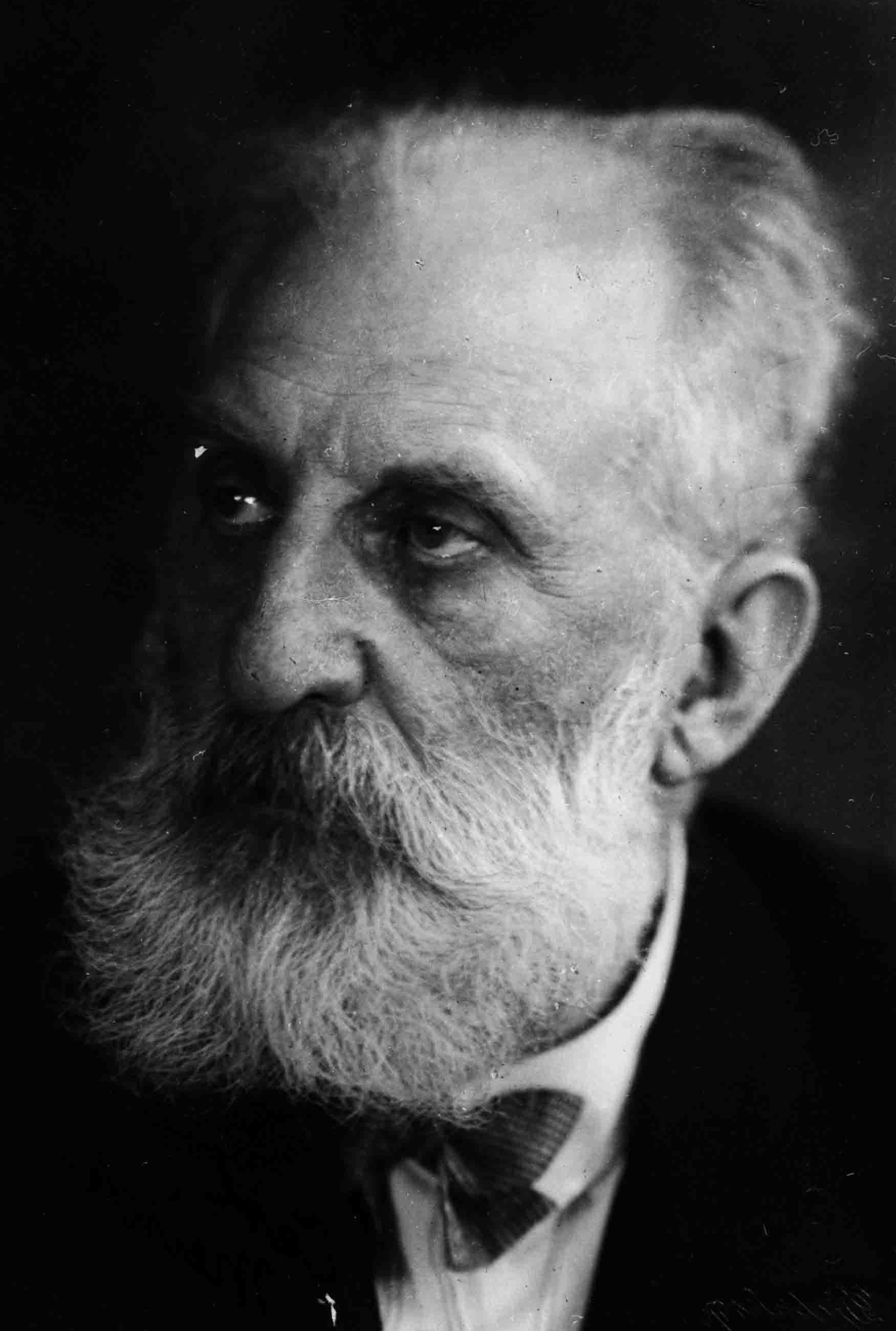
Carl Meinhof
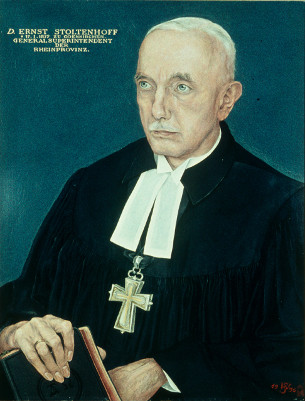
Ernst Stoltenhoff

- Philipp Wackernagel (1800–1877), Kirchenliedforscher und Mitbegründer des Deutschen Evangelischen Kirchentages (Ehrenmitglied)
- Viktor von Strauß und Torney (1809–1899), fürstlich schaumburg-lippescher Minister, Kirchenlieddichter und Dichter des Bundeslieds des Wingolf (Ehrenmitglied)
- August Ebrard (1818–1888), reformierter Theologe, Stifter der Uttenruthia und später des Erlanger Wingolf
- August Wiesinger (1818–1908), lutherischer Theologe, Professor für Neues Testament
- Albert Heintze (1831–1906), Philologe
- Hermann von der Goltz (1835–1906), evangelischer Theologe und Vizepräsident des altpreußischen Evangelischen Oberkirchenrates
- Theodor von der Goltz (1836–1905), Direktor der Landwirtschaftlichen Akademie Bonn-Poppelsdorf, Professor für Landwirtschaft und Agrarpolitik
- Hermann Ohl (1836–1914), lutherischer Theologe und Pädagoge
- August Klostermann (1837–1915), lutherischer Theologe, Professor für Altes Testament
- Gustav Reinwald (1837–1898), lutherischer Theologe und Pfarrer, Ehrenbürger der Stadt Lindau (Bodensee)
- Eduard Rupprecht (1837–1907), lutherischer Theologe und Pfarrer, Verfasser zahlreicher apologetischer Schriften (Ehrenmitglied)
- Hugo von Strauß und Torney (1837–1919), preußischer Landrat, Polizeipräsident, Verwaltungsgerichtsdirektor und Senatspräsident am Oberverwaltungsgericht in Berlin
- Ferdinand Eduard Baring (1838–1900), lutherischer Theologe, Generalsuperintendent von Ostfriesland
- Eugène Ménégoz (1838–1921), deutsch-französischer lutherischer Theologe und Begründer einer Spielart des Fideismus
- Theodor Zahn (1838–1933), lutherischer Theologe, Professor für Neues Testament
- Karl Hackenschmidt (1839–1915), lutherischer Theologe, Pfarrer
- Ludwig Kotelmann (1839–1908), evangelischer Theologe, Lehrer, Augenarzt und Medizinhistoriker
- August Schreiber (1839–1903), evangelischer Pfarrer und Missionar
- Karl Friedrich Adam Windel (1840–1890), evangelischer Theologe, Hofprediger
- Julius Möller (1840–1928), lutherischer Theologe und Pfarrer, Vorsitzender der Christlich-Konservativen Partei Minden-Ravensberg
- Martin Gensichen (1842–1927), lutherischer Theologe, Pfarrer und Leiter der Berliner Missionsgesellschaft
- Wilhelm Rothert (1842–1915), lutherischer Theologe, Superintendent in Clausthal
- Johannes Remmers (1842–1918), lutherischer Theologe, Konsistorialrat und Generalsuperintendent der Generaldiözese Bremen-Verden
- Georg Stöckhardt (1842–1913), lutherischer Theologe, Pfarrer und Professor für Altes und Neues Testament
- Anton Emil Friedrich Sieffert (1843–1911), reformierter Theologe und Hochschullehrer
- Wilhelm Eichhorn (1846–1923), lutherischer Theologe, Pfarrer und Rektor der Diakonie Neuendettelsau
- Theodor Schäfer (1846–1914), lutherischer Theologe, Pfarrer und Pionier der Körperbehindertenfürsorge
- Georg Schlosser (1846–1926), evangelischer Theologe, Pfarrer und Pionier der Gefängnisseelsorge und der Inneren Mission
- Wilhelm Walther (1846–1924), lutherischer Theologe und Professor für Kirchengeschichte
- Wilhelm Kahl (1849–1932), Rechtswissenschaftler und Politiker (DVP)
- Friedrich Giesebrecht (1852–1910), evangelischer Theologe, Professor für Altes Testament
- Johannes Kuhlo (1856–1941), evangelischer Pfarrer, Begründer der Posaunenmission
- Carl Meinhof (1857–1944), lutherischer Theologe und Afrikanist
- August Matthes (1858–1945), lutherischer Theologe, Superintendent und Oberpfarrer in Kolberg/Pommern
- Johannes Meinhof (1859–1947), evangelischer Theologe und Superintendent in Halle
- Wilhelm Philipps (1859–1933), evangelischer Theologe und Politiker (CSP, DNVP)
- Adam Heilmann (1860–1930), reformierter Theologe
- Friedrich Wiegand (1860–1934), lutherischer Theologe und Professor für Kirchengeschichte
- Siegfried Anthes (1861–1925), lutherischer Theologe und Superintendent der Selbständigen Evangelisch-Lutherischen Kirche in Hessen
- Arnold Meyer (1861–1934), evangelischer Theologe, Rektor der Universität Zürich
- Martin Eckart Pfannschmidt (1861–1947), lutherischer Theologe und Berliner Heimatforscher
- August Wessel (1861–1941), reformierter Theologe und Politiker (DNVP), Generalsuperintendent der Lippischen Landeskirche
- Johannes Müller (1864–1949), evangelischer Theologe, Miterbauer von Schloss Elmau
- August Wiegand (1864–1945), lutherischer Theologe, Pfarrer und Kämpfer für die Rechte der Juden im Nationalsozialismus
- Adolf Sellschopp (1865–1914), lutherischer Theologe und Pädagoge
- Heinrich Buck (1866–1939), Bibliothekar und Numismatiker
- Gustav Clodius (1866–1944), lutherischer Theologe, Heimatforscher und Ornithologe
- Ernst Sellin (1867–1946), evangelischer Theologe und Biblischer Archäologe
- Theodor Zöckler (1867–1949), lutherischer Theologe, Kirchenpräsident der Evangelischen Kirche A. und H. B. in Kleinpolen
- Karl Schornbaum (1875–1953), lutherischer Theologe, Historiker und Archivar
- Otto Zänker (1876–1960), lutherischer Theologe und Bischof der Kirchenprovinz Schlesien
- Hans Preuß (1876–1951), lutherischer Theologe und Professor an der Universität Erlangen
- Hermann Albert Hesse (1877–1957), reformierter Theologe und Pfarrer
- Friedrich Seggel (1877–1965), lutherischer Theologe, Pfarrer und engagierter Gegner des Nationalsozialismus
- Otto Weber (1877–1928), Assyriologe und zweiter Direktor der Vorderasiatischen Abteilung der Berliner Museen
- Karl Lohmann (1878–1945), evangelischer Theologe, Generalsuperintendent der altpreußischen Kirchenprovinz Sachsen
- Eduard Völkel (1878–1957), lutherischer Theologe, Bischof von Schleswig in der Evangelisch-Lutherischen Landeskirche Schleswig-Holstein
- Ernst Stoltenhoff (1879–1953), evangelischer Theologe und Generalsuperintendent der altpreußischen Provinzialkirche der Rheinprovinz
- Wilhelm Eichhorn (1879–1957), Bankdirektor, Mitgründer der CSU und Präses der Landessynode Bayern
- Heinrich Kolfhaus (1879–1956), evangelischer Theologe, Pfarrer, Mitglied der Bekennenden Kirche im Rheinland
- Albrecht Oepke (1881–1955), lutherischer Theologe, Professor für Neues Testament
- Hermann Strathmann (1882–1966), evangelischer Theologe und Politiker (DNVP, CSVD, CSU)
- Albrecht Alt (1883–1956), lutherischer Theologe, Propst der Erlöserkirche in Jerusalem, Professor für Altes Testament in Halle und Leipzig
- Friedrich Brunstäd (1883–1944), lutherischer Theologe und Philosoph, 882. Rektor der Universität Rostock, (Ehrenmitglied)
- Julius Sieden (1884–1938), lutherischer Theologe, Landessuperintendent, leitendes Mitglied in der Bekennenden Kirche in Mecklenburg
- Rudolf Tschudi (1884–1960), Schweizer Philologe und Orientalist
- Ernst Lotz (1887–1948), Pädagoge und Politiker (CDU)
- Hermann Scriba (1888–1976), lutherischer Theologe, Rektor des Diakonissenhauses in Eisenach
- Helmuth Schreiner (1893–1962), lutherischer Theologe, Professor für Praktische Theologie
- Friedrich Högner (1897–1981), deutscher Organist und Kirchenmusiker
- Walter Ködderitz (1898–1980), lutherischer Theologe und Oberlandeskirchenrat der Hannoverschen Landeskirche
- Friedrich Maurer (1898–1984), Germanist, Sprachwissenschaftler, Mitgründer des Instituts für deutsche Sprache in Mannheim
- Wilhelm Kühnert (1900–1980), lutherischer Theologe, Professor für Kirchengeschichte
- Walter Künneth (1901–1997), lutherischer Theologe, Professor für Systematische Theologie
- Otto Hof (1902–1980), lutherischer Theologe und Teilnehmer des Freiburger Konzils
- Walter Blankenburg (1903–1986), evangelischer Theologe, Pfarrer, Kirchenmusikdirektor
- Johannes Schröder (1909–1990), lutherischer Theologe, Pfarrer und Widerstandskämpfer im Nationalkomitee Freies Deutschland
- Peter C. Bloth (1931–2012), evangelischer Theologe, Professor für Praktische Theologie in Berlin